# Матка (Скопље)
Матка (мкд. Матка) је насеље у Северној Македонији, у северном делу државе. Матка припада градској општини Сарај, која обухвата западна предграђа Града Скопља.
Село Матка значајно је средиште православља у Северној Македонији, будући да се уз село налази Манастир Матка, а пар километара изнад села и Манастир Андријаш, задужбина Адријаша Мрњавчевића.

## Географија
Матка је смештено у северном делу Северне Македоније. Од најближег већег града, Скопља, насеље је удаљено 16 km западно.
Насеље Матка је на југозападном ободу историјске области Скопско поље, која се поклапа са пространом Скопском котлином. Поред насеља протиче река Треска, која на датом месту истиче из истоимене Матковске клисуре. Источно од насеља издиже се планина Водно, док се југозападно издиже Сува гора. Надморска висина насеља је приближно 480 метара.
Месна клима је континентална.

## Историја
Матку су пре Другог светског рата прогласили за ваздушну бању.

## Становништво
Шишево је према последњем попису из 2002. године имало 468 становника.
Претежно становништво у насељу су Албанци (64%), а значајна мањина су етнички Македонци (36%).
Већинска вероисповест је ислам, а мањинска православље.